# 巧克力的奴隶
《巧克力的奴隶》（日語：チョコの奴隷）是日本女子偶像組合SKE48的第11張單曲作品，於2013年1月30日由avex trax發售。與唱片同名的主打A面曲《巧克力的奴隸》，是針對距離發片日期不遠的西洋情人節（2月14日）而推出的應景作品。

## 簡介
配合日本在情人節時由女生贈送義理巧克力給男性友人的習俗，新主打單曲除了廣告標語「即使是義理也想得到」（義理でもいいから欲しかった），歌詞內容也是以男性的角度描述希望在情人節時能收到異性贈送巧克力的心情。
此張單曲的發行時間與前作、SKE48的第10張單曲唱片《接吻可是左撇子》間隔約4個月，共發行Type-A、Type-B與Type-C三個標準版本，與限量的劇場版（劇場盤，又稱為「mu-mo盤」）。Type-A、-B、-C除了原本的音樂CD外，也附有收錄了歌曲MV的DVD，劇場版則無。除此之外，三個標準版又分別發行有限量的「初回版」與常態銷售的普通版，二版本在包裝設計與主體產品的CD與DVD內容上完全一樣，主要的差異在於附贈的特典產品不同——初回版多附了全國握手會參加券1枚，與隨機任選一張附入、印有16名不同成員照片的原創閃卡。
根據SKE48連續數張單曲唱片的慣例，除了被挑選負責演唱主打A面曲的「選拔組」不算外，會將SKE48的成員分為「白組」、「紅組」等成員不重複的小分組負責演唱不同的B面曲曲目。在本次的新單曲中不僅延續了這個傳統，除了白組與紅組外，還另外劃分了由松井珠理奈領頭的「7舞者」與松井玲奈領頭的「14克拉」兩個小分組，再加上在1月中旬時發表將會在3月畢業、以矢神久美為首的9名成員所組成的「啟程畢業組」，分別負責不同B面曲的演唱。至於北原里英、菅奈奈子、向田茉夏與木本花音四人，則僅有入選選拔組，但未被劃分至任一小分組中。而由於分組多涵蓋成員廣泛，此張單曲中除了唱片錄音製作期間因家庭因素暫時停止演藝活動的5期研究生荻野利沙外，所有SKE48成員實際上都至少參與了一首以上的歌曲。
主打曲《巧克力的奴隸》的MV，是以SKE48劇場、愛知縣體育館與秀英預備校名古屋總校區等名古屋市內的場地作為拍設背景，也是改裝完成的SKE48劇場首度出現在SKE48的MV中。一改過去由白組與紅組所演唱的B面曲也會拍攝搭配的MV收錄於附贈DVD中之傳統，此次紅白兩組所負責演唱的B面曲並沒有拍攝MV，而是將7舞者、14克拉與啟程畢業組所負責的歌曲影片化。
在單曲唱片封面上以手繪風格畫出的「巧克力的奴隸」標題字樣，是出自Team KII成員矢方美紀之手。

## 銷售成績
針對日本國內市場的統計，《巧克力的奴隸》單曲場片發行後，在2013年2月11日首次登上Oricon公信榜的每週單曲排行第一名，是SKE48連續第7張獲得週單曲冠軍的作品。其連續7張單曲獲得單週冠軍的紀錄，正式超越1980年代的偶像團體小貓俱樂部的連續6張，成為自從有公信榜統計以來的第三名，僅次於自家的姊妹團體AKB48（連續16張）與1970年代的雙人組粉紅淑女。
除此之外，此單曲的首週銷售成績53.9萬張超也越了前作《即使接吻也是左撇子》的51.1萬張，讓SKE48成為公信榜史上第四個單曲首週銷售成績突破50萬張的女性音樂團體（前三者分別是SPEED、早安少女組與AKB48），也是女性歌手中第四個達成連續兩張單曲首週銷售50萬張紀錄者（前三者依時間順序分別是宇多田光、濱崎步與AKB48）。換而言之，如果排除個人女歌手只計算團體型藝人的紀錄，SKE48是繼AKB48之後唯一的紀錄達成者。

## 版本與收錄內容

### Type-A
Type-A版本的封面照片是由大矢真那、松井珠理奈、石田安奈、小木曾汐莉與木本花音等5位成員共同拍攝，封底則是演唱本版本收錄曲《Darkness》的小分組「7舞者」的7名成員之劇照。此版本的收錄內容如下：
CD
1. 《巧克力的奴隶》（曲長4分3秒）
2. 《Darkness》（曲長4分16秒）
3. 《那喚作青春的歲月》（それを青春と呼ぶ日）（曲長4分52秒）
4. 《巧克力的奴隶》純配樂（off vocal）版
5. 《Darkness》純配樂版
6. 《那喚作青春的歲月》純配樂版

DVD
1. 《巧克力的奴隶》MV
2. 《Darkness》MV
3. 特典影片 I「沒大沒小的開懷暢飲大宴會！」前編

初回版附贈特典
- 全國握手會參加替換券1枚
- 原創閃卡（全16種，隨機附贈1種）

### Type-B
Type-B版本的封面照片是由木崎由里亞、松井玲奈、矢神久美、秦佐和子與古川愛李等5位成員共同拍攝，封底則是演唱本版本收錄曲《摩托車與側車》的小分組「14克拉」的14名成員之劇照。此版本的收錄內容如下：
CD
1. 《巧克力的奴隸》
2. 《摩托車與側車》（曲長4分49秒）
3. 《那喚作青春的歲月》
4. 《巧克力的奴隶》純配樂版
5. 《摩托車與側車》純配樂版
6. 《那喚作青春的歲月》純配樂版

DVD
1. 《巧克力的奴隶》MV
2. 《摩托車與側車》MV
3. 特典影片 II「沒大沒小的開懷暢飲大宴會！」中編

初回版附贈特典
- 全國握手會參加替換券1枚
- 原創閃卡（全16種，隨機附贈1種）

### Type-C
Type-C版本的封面照片是由菅奈奈子、須田亞香里、高柳明音、向田茉夏、矢方美紀與北原里英等5位成員共同拍攝，封底則是演唱主要B面曲《那喚作青春的歲月》的小分組「啟程畢業組」的9名成員之劇照。此版本的收錄內容如下：
CD
1. 《巧克力的奴隸》
2. 《冬天的海鷗》（曲長4分13秒）
3. 《追趕Shadow》（曲長4分32秒）
4. 《那喚作青春的歲月》
5. 《巧克力的奴隶》純配樂版
6. 《冬天的海鷗》純配樂版
7. 《追逐Shadow》純配樂版
8. 《那喚作青春的歲月》純配樂版

DVD
1. 《巧克力的奴隶》MV
2. 《摩托車與側車》MV
3. 特典影片 III「沒大沒小的開懷暢飲大宴會！」後編

初回版附贈特典
- 全國握手會參加替換券1枚
- 原創閃卡（全16種，隨機附贈1種）

### 劇場版
劇場版是由唱片發行公司aex trax旗下所屬的網路商店「mu-mo shop」所專賣的限量發行版本，需先透過該網站以登記抽獎的方式取得購買資格後才能購入。此版本的唱片封面是入選A面曲選拔組的16名成員之合照。雖然隨唱片附贈有特典產品，但卻是唯一沒有內附DVD的版本。此版本的收錄內容如下：
CD
1. 《巧克力的奴隸》
2. 《Darkness》
3. 《摩托車與側車》
4. 《巧克力的奴隶》純配樂版
5. 《Darkness》純配樂版
6. 《摩托車與側車》純配樂版

附贈特典
- 個別握手会参加券（1枚）
- 原創閃卡（全16種其中1種隨機封入）

## 歌曲與選拔成員
此次發行的單曲，四個唱片版本共包含了包括唱片同名A面曲在內的六首歌曲。在幾首B面曲中《那喚作青春的歲月》被收錄於Type-A、B、C三個版本中，因此可視為是本次的主要B面曲。原則上各版本都收錄了三首歌，唯一的例外是Type-C，一共收錄了四首新作。
以下所提及的成員分組以唱片發行當時的狀態為準。

### 巧克力的奴隸
單曲唱片的主打A面曲《巧克力的奴隸》是SKE48成軍以來第一首以情人節為目標的應景歌曲。由總製作人秋元康作詞，重永亮介作曲，武藤星兒編曲。
在歌曲的商業搭配上，早在唱片公司尚未公開《巧克力的奴隸》一曲的資訊之前，本曲就已經被TBS在關東地區播放的地區性深夜資訊談話節目《壺娘》採用作為1月份節目片尾曲，這也是2012年2月時的《單戀Finally》之後，SKE48的單曲連續第二年被《壺娘》採用作為片尾曲。除了作為電視節目片尾曲之外，《巧克力的奴隸》也被日本中部放送（CBC）採用作為其職棒現場轉播節目《燃燒吧中日龍！2013》的主題曲。這已是CBC第三次採用SKE48的歌曲作為其轉播主題曲，之前的二作分別是2011年賽季的《愛的數量》（收錄於第5張單曲《萬歲Venus》中）與2012年賽季的《Winning Ball》（是Team KII第3公演「彈珠汽水的飲用方法」曲目之一）。
擔任此曲中央位置（center）成員的是松井珠理奈，但搭配的MV卻是以松井玲奈作為主角。參與此曲演唱的「選拔組」成員名單如下：
- Team S：大矢真那、木崎由里亞、北原里英（AKB48 Team K成員兼任）、菅奈奈子（日语：菅なな子）、須田亞香里、松井珠理奈（兼任AKB48 Team K成員）、松井玲奈、矢神久美
- Team KII：石田安奈（兼任AKB48 Team B成員）、小木曾汐莉、高柳明音、秦佐和子、古川愛李、向田茉夏、矢方美紀
- Team E：木本花音

在成員名單中，自2012年底起以兼任成員身份加入SKE48的AKB48成員北原里英，是第一次獲選進入SKE48的選拔成員名單，但是在此之前，她已參與過由SKE48所演唱的歌曲《逞強的時鐘》（收錄於AKB48第29張單曲唱片《永遠的壓力》的Type-A版本中）。至於石田安奈上一次入選選拔組，則是在1年10個月前的《I love you 我爱你！》中。在上一張單曲的選拔成員中，僅有中西優香與松村香織沒有繼續入選。

### Darkness
收錄於Type-A與劇場版中的《Darkness》一曲，是由秋元康作詞，毛塚雄太作曲，增田武史編曲。本曲是以松井珠理奈為center的七人小分組「7舞者」所演唱，其成員名單如下：
- Team S：木崎由里亞、木下有希子、桑原瑞希、松井珠理奈、矢神久美
- Team KII：石田安奈
- Team E：竹內舞

### 摩托車與側車
收錄於Type-B與劇場版之中的《摩托車與側車》一曲，是由秋元康作詞、若田部誠作曲與編曲。本曲是由松井玲奈為center的14人小分組「14克拉」所演唱，其成員名單如下：
- Team S：大矢真那、須田亞香里、高田志織、出口陽、中西優香、平松可奈子、松井玲奈
- Team KII：小木曾汐莉、高柳明音、佐藤實繪子、秦佐和子、古川愛李、矢方美紀
- Team E：梅本圓

### 冬天的海鷗
僅有Type-C版本收錄的《冬天的海鷗》一曲是由秋元康作詞，中川司作曲，板垣祐介編曲，為本次的「白組」演唱曲。擔任此曲中央位置成員的是松本梨奈与柴田阿弥，其成員名單分別如下：
- Team KII：阿比留李帆、加藤智子、後藤理沙子、松本梨奈、山田澪花
- Team E：磯原杏華、內山命、小林亞實、齊藤真木子、酒井萌衣、柴田阿弥、都築里佳
- 研究生：犬塚朝奈、岩永亞美、江籠裕奈、新土居沙也加、日置實希、二村春香、松村香織、水埜帆乃香、宮前杏實

相較上一張單曲中的白組僅有16人的編制，此次的白組人數大幅增加至21人，其中酒井、都築、犬塚、日置、二村、水埜與宮前等人是初次入選。松村上一次入選白組是在8個月前的《I love you 我爱你！》中，山田澪花則是在1年10個月前的《萬歲Venus》時曾入選過。

### 追逐Shadow
也是只有Type-C版本收錄的《追逐Shadow》一曲是由秋元康作詞，若田部誠作曲、編曲，為本次的「紅組」演唱曲。擔任此曲中央位置成員的是金子栞与古畑奈和，其成員名單分別如下：
- Team S：加藤瑠美、鬼頭桃菜
- Team KII：井口栞里、佐藤聖羅
- Team E：金子栞、高木由麻奈、古畑奈和、山下由加里
- 研究生：市野成美、大脇有紗、藤本美月、山田瑞穗

此次的紅組選拔人數從前作的16人減少了4人，成為12人，在其中高木、市野、大脇與山田瑞穗都是初次入選紅組。在上一張單曲中原本是紅組成員的上野圭澄、原望奈美與小林繪未梨三人，由於已經在單曲發行前宣布即將畢業的消息，因此本次退出紅組名單改編入其他組別。

### 那喚作青春的歲月
同時收錄於Type-A、B、C三版的《那喚作青春的歲月》一曲是由秋元康作詞，毛塚雄太作曲，增田武史編曲。演唱此曲的「啟程畢業組」是由9名預計在2013年春季畢業的成員所組成，由其中知名度最高的矢神久美擔任center位置，其成員名單如下：
- Team S：桑原瑞希、高田志織、平松可奈子、矢神久美
- Team KII：赤枝里里奈（赤枝里々奈）、小木曾汐莉
- Team E：上野圭澄、原望奈美
- 研究生：小林繪未梨

## 外部連結
- SKE48官方网站内唱片介绍页面（日語）
  - Type-A 初回限量版 （页面存档备份，存于） 通常版 （页面存档备份，存于）
  - Type-B 初回限量版 （页面存档备份，存于） 通常版 （页面存档备份，存于）
  - Type-C 初回限量版 （页面存档备份，存于） 通常版 （页面存档备份，存于）
  - 劇場版 （页面存档备份，存于）
- SKE48官方YouTube頻道公開播放影片：
  - YouTube上的《巧克力的奴隸》MV（短版）
  - YouTube上的《Darkness》MV（短版）
  - YouTube上的《摩托車與側車》MV（短版）
  - YouTube上的《那喚作青春的歲月》MV（短版）